# Падения
«Падения» (англ. The Falls) — первый полнометражный фильм Питера Гринуэя. В 1980 году на Лондонском кинофестивале, проводимом Британским институтом кино, «Падения» (вместе с фильмом 1965 года «Сестры по сцене» китайского режиссёра Се Цзиня) получили премию «Sutherland Trophy», присуждаемую наиболее оригинальной и творческой дебютной работе.

## Работа над фильмом
Гринуэй работал над фильмом с 1978 по 1980 гг. Основная часть съёмок проводилась в Уэльсе, в частности, на полуострове Ллин и в окрестностях. В фильме использовано множество фотографий, рисунки и картины Гринуэя, а также фрагменты из его предыдущих киноработ: «Дерево», «5 открыток из городов», «Эрозия», «Вода», «Прогулка через Эйч» и «Реконструкция „Вертикальных предметов“».

## Сюжет
Фильм представляет собой крохотный фрагмент новейшего издания биографического справочника-указателя по жертвам некоего Загадочного Ожесточённого Воздействия (англ. Violent Unknown Event) — сокращённо ЗОВ (англ. VUE). Общее число имён в справочнике — 19 миллионов. В фильм включён фрагмент из 92 биографий, охватывающий людей, чьи фамилии начинаются на Фолл-.